# 알리스 비어슬리
앨리스 비즐리(Allyce Beasley, 1951년 7월 6일 ~ )는 미국의 배우, 성우이다.
브루클린에서 태어났다.

## 출연 작품
- 굿바이 뉴욕 (2014년)
- 포린 어페어 (2003년)
- 콜 미 산타클로스 (2001년)
- 방학 대소동 - 여름방학 구출작전 (2001년)
- 금발이 너무해 (2001년)
- 더 프린스 앤 더 서퍼 (1999, The Prince and the Surfer) - 콘스턴스 역
- 스튜어트 리틀 (1999년)
- 드림 위드 더 피쉬스 (1997년)
- 어둠 속의 천사 (1996년)
- 공포의 럼펄스킨 (1996년)
- 토미노커스 (1993년)
- 닌자 드래곤 2 (1993년)
- 원초적 무기 (1993년)
- 죽음의 밤 4 - 저주받은 초대 (1990년)

### 텔레비전
- 블루문 특급
- 애즈 더 월드 턴즈 (1956년)